# Силвермайнс

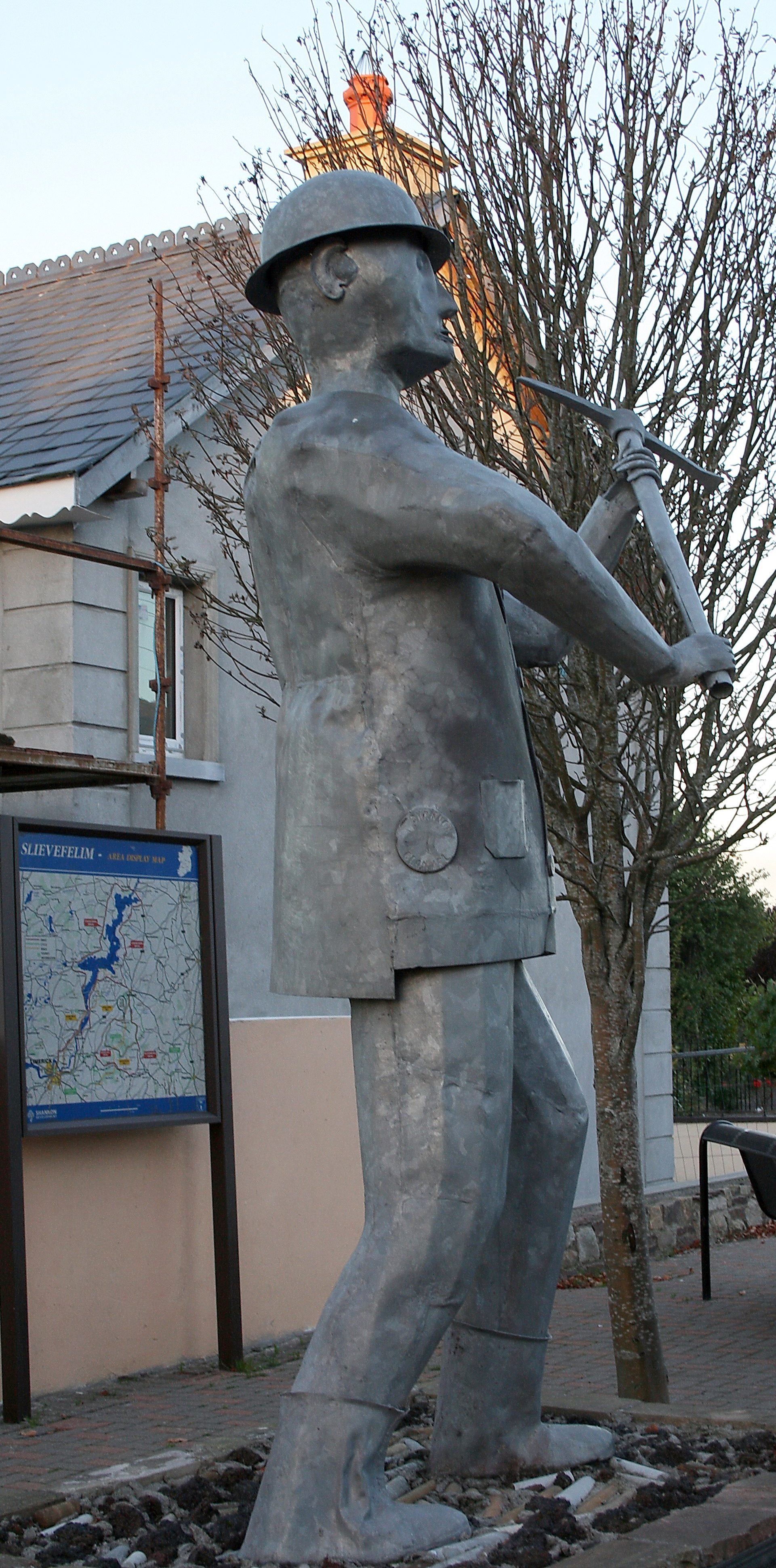
Местный серебродобытчик

Силвермайнс (англ. Silvermines; ирл. Béal Átha Gabhann, исторически известен как Bellagowan) — деревня в Ирландии, находится в графстве Северный Типперэри (провинция Манстер).

## Демография
Население — 269 человек (по переписи 2006 года). В 2002 году население составляло 257 человек.
Данные переписи 2006 года:
| Общие демографические показатели |               |                               |                               |      |      |
| Всё население                    | Всё население | Изменения населения 2002—2006 | Изменения населения 2002—2006 | 2006 | 2006 |
| 2002                             | 2006          | чел.                          | %                             | муж. | жен. |
| 257                              | 269           | 12                            | 4,7                           | 136  | 133  |